# Gillsville
Gillsville és una població dels Estats Units a l'estat de Geòrgia. Segons el cens del 2000 tenia 195 habitants.

## Demografia
Segons el cens del 2000, Gillsville tenia 195 habitants, 79 habitatges, i 57 famílies. La densitat de població era de 66 habitants/km².
Dels 79 habitatges en un 30,4% hi vivien nens de menys de 18 anys, en un 67,1% hi vivien parelles casades, en un 5,1% dones solteres, i en un 26,6% no eren unitats familiars. En el 21,5% dels habitatges hi vivien persones soles el 15,2% de les quals corresponia a persones de 65 anys o més que vivien soles. El nombre mitjà de persones vivint en cada habitatge era de 2,47 i el nombre mitjà de persones que vivien en cada família era de 2,91.
Per edats la població es repartia de la següent manera: un 20% tenia menys de 18 anys, un 7,7% entre 18 i 24, un 27,2% entre 25 i 44, un 25,6% de 45 a 60 i un 19,5% 65 anys o més.
L'edat mediana era de 42 anys. Per cada 100 dones de 18 o més anys hi havia 90,2 homes.
La renda mediana per habitatge era de 51.500 $ i la renda mediana per família de 62.750 $. Els homes tenien una renda mediana de 35.417 $ mentre que les dones 28.750 $. La renda per capita de la població era de 27.551 $. Cap de les famílies i el 3,7% de la població estaven per davall del llindar de pobresa.

## Poblacions més properes
El següent diagrama mostra les poblacions més properes.